# Hippocampus colemani
Hippocampus colemani är en fiskart som beskrevs av Kuiter 2003. Den ingår i släktet sjöhästar och familjen kantnålsfiskar. Inga underarter finns listade i Catalogue of Life.